# Yesterday Was Dramatic – Today Is OK
Yesterday Was Dramatic – Today Is OK – debiutancka płyta islandzkiego zespołu múm, wydanego nakładem TMT. Premiera w Islandii odbyła się 11 marca 2000, następnie 2 kwietnia 2001 w Wielkiej Brytanii. W 2005 roku album w całości był przedstawiony na festiwalu All Tomorrow's Parties w Anglii.

## Lista utworów
1. "I'm 9 Today" – 4:42
2. "Smell Memory" – 9:23
3. "There Is a Number of Small Things" – 6:32
4. "Random Summer" – 3:12
5. "Asleep on a Train" – 7:17
6. "Awake on a Train" – 9:23
7. "The Ballad of the Broken Birdie Records" – 5:25
8. "The Ballad of the Broken String" – 4:45
9. "Sunday Night Just Keeps on Rolling" – 8:10
10. "Slow Bicycle" – 8:47

## Twórcy
- Eiríkur Orri Ólafsson – trąbka (6)
- Helga Björg Arnardóttir – klarnet (3, 6)
- Stefán Már Magnússon – gitara rytmiczna (6)
- Hildur Guðnadóttir, Gróa Margrét Valdimarsdóttir, Sigríður Geirsdóttir – chordofony (6)
- Arnaldur Hilmisson, múm – opracowanie graficzne

## Daty premiery
| Region          | Data                | Wytwórnia         | Katalog            |
| --------------- | ------------------- | ----------------- | ------------------ |
| Islandia        | 11 marca 2000       | TMT Entertainment | TMT02CD, TMT02LP   |
| Wielka Brytania | 2 kwietnia 2001     | TMT Entertainment | TMT02CD, TMT02LP   |
| Japonia         | 25 września 2001    | P-Vine            | PCD-23157          |
| Wielka Brytania | 21 stycznia 2002    | Tugboat Records   | TUGCD021, TUGLP021 |
| Europa          | 3 października 2005 | Morr Music        | MM058CD, MM0582LP  |